# Ooforite
L'ooforite, anche conosciuta come infiammazione delle ovaie o autoimmune ovarian disease (AOD), è un processo infiammatorio a carico dell’ovaio che se non viene curato può portare all'infertilità.

## Ooforite virale
È causata da particolari tipi di infezioni virali:
- infezione da citomegalovirus (CMV)
- virus della parotite (MuV)
- virus dell'epatite B
- virus dell'epatite C

Questi virus possono causare:
- infiammazione alle ovaie attraverso il flusso sanguigno
- infezione ascendente dell'apparato riproduttivo femminile
- cambiamenti vascolari dell'ovaio, inclusa la vasculite virale

Sono stati portati avanti studi sul collegamento tra l'ooforite virale e l'irregolarità mestruale, la menopausa prematura, infertilità e cancro ovarico senza però prove conclusive. Ulteriori studi sono stati effettuati sui fattori di rischio per la malattia e la conseguente disfunzione ovarica, quali la trasmissione sessuale, l'infezione in gravidanza e infezione in età prepuberale.

## Epidemiologia e storia
Venne riconosciuta agli inizi degli anni '70 da Irvine durante uno studio sulla malattia di Addison. In uno studio condotto nel 1993 è stata identificata principalmente attraverso prove indirette e circostanziali come le infiltrazioni linfocitiche dei follicoli ovarici in donne affette da insufficienza ovarica prematura (POF).
Non sono stati condotti studi epidemiologici sulla malattia. Secondo uno studio del 2002 che utilizza gli anticorpi come indicatori, circa il 40%-70% delle donne affette da FOP presenta AOD, circa 1-2 milioni di donne negli Stati Uniti. Ciò evidenzia come la malattia non sia così rara come la malattia di Addison, ma possa essere inserita nell'elenco delle malattie autoimmuni moderatamente prevalenti, come il diabete di tipo 1, l'anemia perniciosa e la sclerosi multipla.
È difficile stabilire il rapporto tra AOD ed infertilità a causa delle differenze nei gruppi di studio e negli anticorpi utilizzati. In linea generale circa il 10% delle donne affette da AOD non è fertile e il 20% circa sono classificate come inspiegabili con la presenza di anticorpi ovarici nel 30%-60% dei casi.

## Eziologia
L'AOD è associata anche a POF di eziologia sconosciuta o iatrogena.

## Patogenesi
Ci sono poche informazioni relativamente alla componente genetica dell'AOD e non vi sono studi sulla correlazione della componente genetica della POF e l'AOD. Lo stesso riguarda i fattori ambientali coinvolti, ma alcuni studi evidenziano alcuni fattori scatenanti, come ad esempio il fumo.
Non vi sono studi approfonditi sui meccanismi patogenici associati all'AOD nell'uomo, ma vi sono evidenze di meccanismi citotossici.

## Anatomia patologica
In donne affette da POF caratteristiche istologiche d'infiammazione ovarica variano dall'estrema distruzione cellulare senza alcuna evidenza di follicoli primordiali, a follicoli con invasioni linfocitarie spesso visibili sotto forma di "cisti", fino a follicoli normali privi di evidente infiammazione.

## Clinica

### Segni e sintomi
Donne affette da infertilità e con anticorpi ovarici tendono a presentare una minore risposta all'estradiolo se sottoposte a stimolazione mediante gonadotropina, ovvero un minor tasso di natalità a seguito di trattamenti per l'infertilità.

### Esami di laboratorio e strumentali
Evidenze della malattia si ottengono mediante biopsia ovarica.
Per quanto riguarda invece gli esami di laboratorio, sono gli anticorpi ovarici il principale indicatore diagnostico per l'AOD. Questi vengono rilevati mediante dosaggio immunologico o analisi immunoistochimica i cui risultati possono variare in base alla preparazione dell'antigene e delle condizioni di dosaggio.

## Trattamento
Non esistono trattamenti specifici per l'AOD.